# Brad Dexter
Brad Dexter, nome d'arte di Veljko Šošo, in serbo Вељко Шошо (Goldfield, 9 aprile 1917 – Rancho Mirage, 12 dicembre 2002), è stato un attore serbo naturalizzato statunitense, conosciuto anche con il nome Barry Mitchell, usato ad inizio carriera.

## Biografia
Brad Dexter (in serbo: Бред Декстер, Bred Dekster) nacque a Goldfield, in Nevada, da genitori serbi. Prima della seconda guerra mondiale frequentò la University of Southern California e fece le prime esperienze di recitazione nel teatro stabile di Pasadena. 
Allo scoppio del conflitto si arruolò in aviazione e vi rimase per quattro anni, andando in tournée con la pièce Winged Victory e prendendo parte anche al film Vittoria alata (1944), riduzione cinematografica del medesimo lavoro. Nella seconda metà degli anni quaranta continuò a recitare e approdò a Broadway, prima di ricevere le prime offerte cinematografiche. 
Dalla sua prima apparizione cinematografica in Giungla d'asfalto (1950), Dexter si specializzò in ruoli di "duro" freddo e sicuro di sé, dalla mascella quadrata e dalla voce sommessa, che interpretò in numerosi film d'avventura e di gangster degli anni cinquanta come L'avventuriero di Macao (1952), Non cercate l'assassino (1953), La casa di bambù (1955), Il sindacato del vizio (1960).

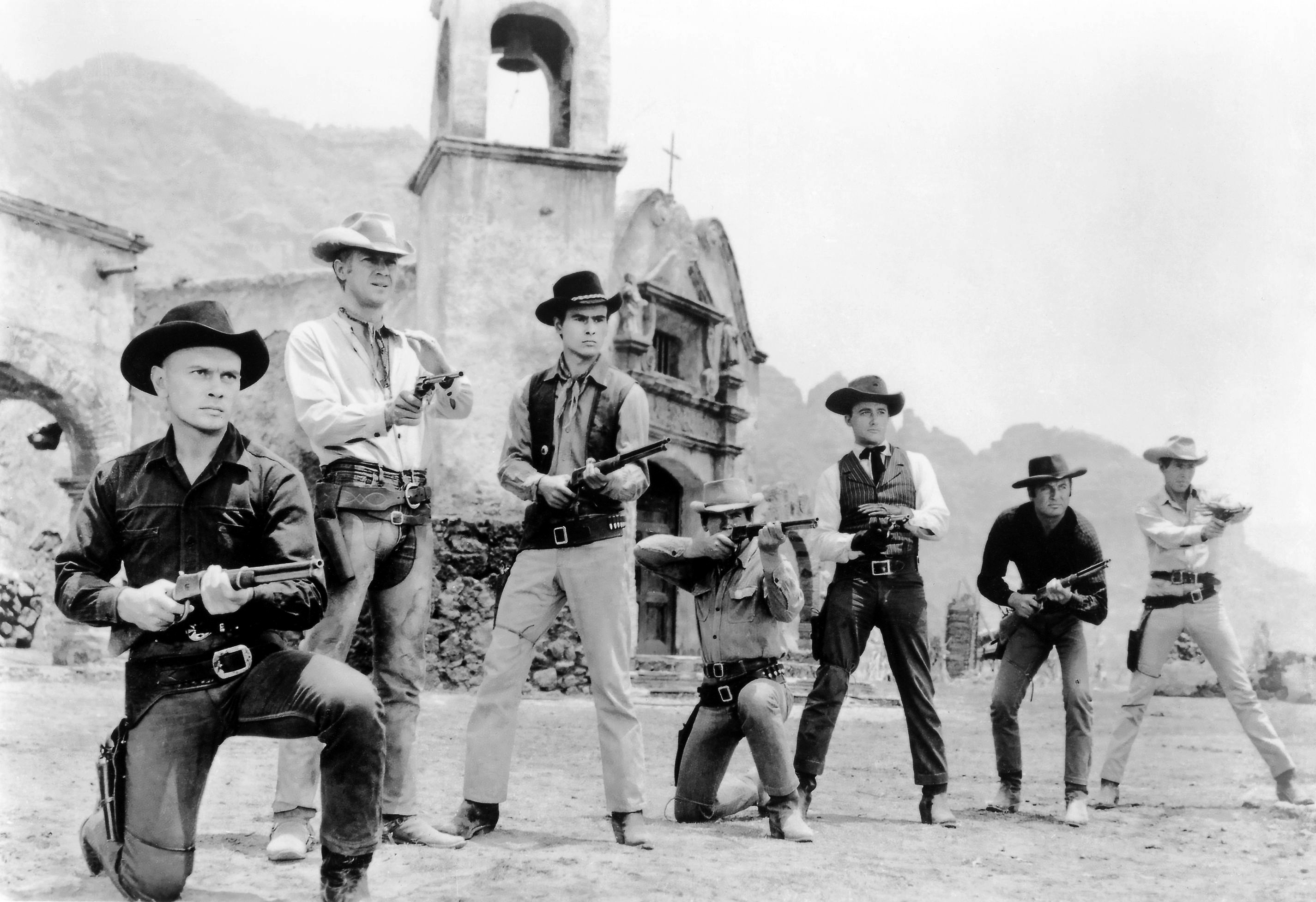
Brad Dexter (secondo da destra) ne I magnifici sette (1960)

Sempre nel 1960, nel celebre western I magnifici sette, Dexter interpretò il ruolo per cui è maggiormente ricordato, quello di Harry Luck, pistolero convinto che dietro la missione dei sette in difesa del piccolo villaggio messicano si nasconda la conquista di un sostanzioso bottino. L'anno seguente affrontò un altro ruolo impegnativo, quello del gangster Bugsy Siegel in Testa o croce (1961), biografia romanzata dell'attore George Raft.
Durante gli anni sessanta apparve ancora in numerose pellicole, come La tua pelle o la mia (1965) e Il colonnello Von Ryan (1965), entrambe accanto a Frank Sinatra, e il western Invito ad una sparatoria (1964), passando anche alla televisione, dove fu attivo fino alla fine degli anni settanta.
Morì, a causa di un enfisema, all'età di 85 anni.

## Filmografia

### Cinema
- Vittoria alata (Winged Victory), regia di George Cukor (1944) – non accreditato
- Heldorado, regia di William Witney (1946) – con il nome Barry Mitchell
- Sinbad il marinaio (Sinbad the Sailor), regia di Richard Wallace (1947)
- Giungla d'asfalto ( The Asphalt Jungle), regia di John Huston (1950)
- 14ª ora (Fourteen Hours), regia di Henry Hathaway (1951)
- La città del piacere (The Las Vegas Story), regia di Robert Stevenson (1952)
- L'avventuriero di Macao (Macao), regia di Josef von Sternberg (1952)
- Non cercate l'assassino (99 River Street), regia di Phil Karlson (1953)
- Carovana verso il Sud (Untamed), regia di Henry King (1955)
- Sabato tragico (Violent Saturday), regia di Richard Fleischer (1955)
- La casa di bambù (House of Bamboo), regia di Samuel Fuller (1955)
- Il fondo della bottiglia (The Bottom of the Bottle), regia di Henry Hathaway (1956)
- I diavoli del Pacifico (Between Heaven and Hell), regia di Richard Fleischer (1956)
- Petrolio rosso (The Oklahoman), regia di Francis D. Lyon (1957)
- Mare caldo (Run Silent Run Deep), regia di Robert Wise (1958)
- Il giorno della vendetta (Last Train from Gun Hill), regia di John Sturges (1959)
- Il sindacato del vizio (Vice Raid), regia di Edward L. Cahn (1960)
- Assedio all'ultimo sangue (13 Fighting Men), regia di Harry W. Gerstad (1960)
- I magnifici sette (The Magnificent Seven), regia di John Sturges (1960)
- Twenty Plus Two, regia di Joseph M. Newman (1961)
- Testa o croce (The George Raft Story), regia di Joseph M. Newman (1961)
- Il leggendario X-15 (X-15), regia di Richard Donner (1961)
- Taras il magnifico (Taras Bulba), regia di J. Lee Thompson (1962)
- Johnny Cool, messaggero di morte (Johnny Cool), regia di William Asher (1963)
- I re del sole (Kings of the Sun), regia di J. Lee Thompson (1963)
- Invito ad una sparatoria (Invitatio to a Gunfighter), regia di Richard Wilson (1964)
- La tua pelle o la mia (None But the Brave), regia di Frank Sinatra (1965)
- Febbre sulla città (Bus Riley's Back in Town), regia di Harvey Hart (1965)
- Il colonnello Von Ryan (Von Ryan Express), regia di Mark Robson (1965)
- L'affare Blindfold (Blindfold), regia di Philip Dunne (1965)
- Jory, regia di Jorge Fons (1973)
- Shampoo, regia di Hal Ashby (1975)
- Squadra d'assalto antirapina (Vigilante Force), regia di George Armitage (1976)
- The Private Files of J. Edgar Hoover, regia di Larry Cohen (1977)
- Visite a domicilio (House Calls), regia di Howard Zieff (1978)
- Rebus per un assassinio (Winter Kills), regia di William Richert (1979)
- Tajna manastirske rakije, regia di Slobodan Šijan (1988)

### Televisione
- Climax! – serie TV, episodio 2x02 (1955)
- The Gale Storm Show: Oh, Susanna! – serie TV, 1 episodio (1957)
- How to Marry a Millionaire – serie TV, episodio 1x07 (1957)
- Carovane verso il West (Wagon Train) – serie TV, 1 episodio (1958)
- Have Gun - Will Travel – serie TV, episodio 1x36 (1958)
- Jefferson Drum – serie TV, 1 episodio (1958)
- I racconti del West (Zane Grey Theater) – serie TV, 1 episodio (1958)
- Behind Closed Doors – serie TV, 1 episodio (1959)
- Cimarron City – serie TV, episodio 1x19 (1959)
- Yancy Derringer – serie TV, episodio 1x31 (1959)
- Indirizzo permanente (77 Sunset Strip) – serie TV, episodi 1x05-2x05 (1958-1959)
- Colt .45 – serie TV, 1 episodio (1959)
- Bronco – serie TV, 1 episodio (1959)
- This Man Dawson – serie TV, episodio 1x02 (1959)
- The Man from Blackhawk – serie TV, 1 episodio (1960)
- Tightrope – serie TV, episodio 1x18 (1960)
- Mr. Lucky – serie TV, episodio 1x17 (1960)
- Bad Masterson – serie TV, 1 episodio (1960)
- Ricercato vivo o morto (Wanted: Dead or Alive) – serie TV, episodio 2x31 (1960)
- Bourbon Street Beat – serie TV, 2 episodi (1959-1960)
- Richard Diamond (Richard Diamond, Private Detective) – serie TV, 1 episodio (1960)
- The Aquanauts – serie TV, episodio 1x11 (1960)
- Hawaiian Eye – serie TV, episodio 2x17 (1961)
- General Electric Theater – serie TV, episodio 9x21 (1961)
- Tales of Wells Fargo – serie TV, 1 episodio (1961)
- Surfside 6 – serie TV, episodio 1x28 (1961)
- The Investigators – serie TV, episodio 1x01 (1961)
- Fred Astaire (Alcoa Premiere) – serie TV, 1 episodio (1961)
- Death Valley Days – serie TV, 1 episodio (1963)
- Mannix – serie TV, 1 episodio (1970)
- Missione impossibile (Mission Impossible) – serie TV, 1 episodio (1972)
- Kojak – serie TV, episodio 2x22 (1975)
- Uno sceriffo a New York (McCloud) – serie TV, 1 episodio (1975)
- S.W.A.T. – serie TV, 1 episodio (1975)
- Project UFO – serie TV, 1 episodio (1978)
- L'incredibile Hulk (The Incredible Hulk) – serie TV, episodio 3x04 (1979)

## Doppiatori italiani
- Gualtiero De Angelis in La città del piacere, Mare caldo
- Emilio Cigoli in I magnifici sette, Johnny Cool, messaggero di morte
- Sandro Ruffini in Sinbad il marinaio
- Carlo Romano ne I diavoli del Pacifico
- Adolfo Geri in Giungla d'asfalto
- Vinicio Sofia in 14ª ora
- Giuseppe Rinaldi in L'avventuriero di Macao
- Vittorio Sanipoli in Non cercate l'assassino
- Manlio Busoni in Carovana verso il Sud
- Bruno Persa in Petrolio rosso
- Renato Turi in I re del sole
- Glauco Onorato in Il colonnello Von Ryan